# Falkon
Falkon (ранее QupZilla) — браузер с открытым исходным кодом, предназначенный для массового использования. Он поддерживает интеграцию с пользовательским окружением рабочего стола и имеет ряд отличительных особенностей, положительно воспринятых рецензентами. Falkon распространяется под лицензией GPL v3.
Falkon использует движок QtWebEngine для поддержки современных веб-стандартов. Особые усилия были приложены к полной интеграции браузера с родным интерфейсом пользовательских окружений рабочего стола. Среди дополнительных функций браузера имеются доступ к истории, новостным лентам и закладкам через одно общее окно, возможность делать полные снимки веб-страниц и выбор «экспресс-панели» в качестве домашней страницы, подобно тому, как это реализовано в браузере Opera. Браузер Falkon до сих пор поддерживает Flash Player. Как сообщается, браузер потребляет меньше системных ресурсов по сравнению с такими распространёнными браузерами, как Mozilla Firefox и Google Chrome. Начиная с версии 2.0, браузер перешёл на новый движок QtWebEngine (основан на движке Blink и элементах Chromium). Отказ от прежнего движка QtWebKit произошёл из-за того, что он перестал развиваться.

## История
Проект был начат в 2010 году в образовательных целях. К декабрю 2010 года был готов первый рабочий прототип, написанный на языке Python (с помощью библиотеки PyQt). В 2011 году исходный код был переписан на языке C++ с целью создания кроссплатформенного веб-браузера, который для начала имел бы полную интеграцию в интерфейс окружений рабочего стола операционных систем Windows и Linux.
10 августа 2017 года, разработчик QupZilla Дэвид Роcка объявил в блоге, что QupZilla стал проектом KDE. После выпуска QupZilla 2.2, в планах было переименование проекта в Falkon. Falkon 3.0 выпущен 27 февраля 2018 года, 8 мая 2018 года вышел новый релиз Falkon 3.0.1, с исправлением ошибок.